# Chaubardia heloisae
Chaubardia heloisae là một loài thực vật có hoa trong họ Lan. Loài này được (Ruschi) Garay mô tả khoa học đầu tiên năm 1969.